# Fredrik Eliasson
Fredrik Eliasson, född 1972 i Stockholm, är en svensk programledare, producent och reporter på SR Radio Stockholm. 
Han började arbeta på Sveriges Radio Stockholm som sport- och trafikreporter i början på 1990-talet. 1992 blev han programledare, och ledde bland annat P5 Radio Stockholms morgonprogram 1993-1998 samt bevakade det lokala musikutbudet i program som Svedala till och med 2000. 1996-2000 arbetade Eliasson parallellt på Sveriges Television. Han gick över till att arbeta på SR P4 Stockholm i januari 2001, bland annat som programledare för morgonprogrammet God morgon Stockholm fram till 2010. Sedan 2005 är Fredrik Eliasson programledare och producent för veckomagasinet Musikplats Stockholm. Han har gjort en rad uppmärksammade specialprogram och dokumentärer inom musikområdet, bland annat om Max Martin som han intervjuade första gången 1999. 2014 producerade han Sommar i P1 med Steve Angello. 

## Specialprogram

### Cornelis – en hyllning
2007 producerade Eliasson ett porträtt av visartisten Cornelis Vreeswijk, 20 år efter dennes bortgång. Den knappt fyra timmar långa programserien, med titeln Cornelis – en hyllning, sändes i Sveriges Radio vid flera tillfällen hösten/vintern 2007–2008. 
I programmet skildras Vreeswijk genom Eliassons möten med betydelsefulla människor i hans omgivning. Intervjuer med släkt, vänner, kolleger och artister varvas med intervjuer som Vreeswijk gjorde för SR samt mycket av hans musik. Produktionen fick mycket uppmärksamhet och blev omskriven och rosad av bland annat Dagens Nyheter.

### Cheiron – en PoPsaga
Under hösten 2008 sändes Eliassons serie, Cheiron - en PoPsaga, i P4 Sveriges Radio Stockholm. Den femdelade programserien är en hyllning till stjärnproducenten Denniz PoP (alias för Dag Volle) som byggde upp den framgångsrika Cheiron-studion i Stockholm på 90-talet. Serien beskriver Denniz Pop som person och hans stora betydelse för svensk musikexport och det så kallade "svenska musikundret". 
I programmet mixas arkivmaterial mixas med musik och nygjorda intervjuer, bland annat en mycket exklusiv sådan med Max Martin som konsekvent tackat nej till alla intervjuer på 2000-talet. "Ett världsscoop till Fredrik Eliasson" skrev popskribenten Jan Gradvall i sin krönika i Dagens Industri. Serien omskrevs även i tidningar som Expressen och Dagens Nyheter. Robyn, E-Type, StoneBridge och Daniel Volle (son till Denniz Pop), medverkar bland andra också i programmet.

### Arvet efter Cheiron – en oändlig historia
20–24 april 2015 sändes uppföljaren Arvet efter Cheiron – en oändlig historia i fem delar P4 Sveriges Radio Stockholm, där den sällan intervjuade Max Martin för första gången berättade hur framgångarna fortsatt och hur nya hitmakare lärs upp i samma skola. Fredrik Eliasson är enda journalist i världen som regelbundet intervjuat Max Martin under hans karriär.